# Купиновац (Бјеловар)
Купиновац је насељено место у саставу града Бјеловара, у Бјеловарско-билогорској жупанији, Република Хрватска.

## Историја
Почетком 20. века село Купиновац је православна парохијска филијала Новосељана. Ту се налази православни храм посвећен Рођењу Пресвете Богородице, а има и српско православно гробље.
Политичка општина се 1905. године налази у Великом Тројству.

## Становништво
Насеље је према попису становништва из 2011. године имало 144 становника.
| Националност       | 1991.        |
| Хрвати             | 114 (69,09%) |
| Срби               | 25 (15,15%)  |
| Југословени        | 18 (10,90%)  |
| остали и непознато | 8 (4,84%)    |
| Укупно             | 165          |